# 薫田真広
薫田 真広（くんだ まさひろ、1966年9月29日 - ）は、日本の元ラグビー選手、ラグビー指導者。現在ジャパンラグビーリーグワン東芝ブレイブルーパス東京のGMを務めている。

## プロフィール
- 岐阜県各務原市出身。
- ポジションはフッカー(HO)。
- 日本代表キャップは44。

## 来歴
小学校、中学校時代は、野球をしていた。岐阜工業高校で花園を経験し、高校日本代表にも選ばれる。
筑波大学在学中、1990年サモア戦で日本代表初キャップを獲得。
卒業後、東芝府中に入社。1992年度、1994年度に全国社会人大会準優勝。1996年からの日本選手権3連覇に貢献した。
また、日本代表でもW杯に3大会連続出場するなどキャップ数44を誇る。1995年W杯では主将を務めた。
2000年現役引退。
その後日本代表コーチ、U21日本代表FWコーチを務め、2002年東芝の監督に就任。それまでタイトルから遠ざかっていたチームの立て直しに着手する。トップリーグ発足後は日本選手権優勝を皮切りにトップリーグ3連覇など数多くのタイトルに導き、名指導者としての地位を確立した。
学生時代無名だった選手を指導し、巧みに起用する采配で知られる。その代表例が冨岡鉄平（闘志と負けん気を見込んで自身の東芝監督就任時に主将に抜擢し共にチームの黄金時代を築く）と大野均（知人からの情報で地方大学からラグビーを始めたど素人状態でありながら素質を見込んで採用し東芝、さらには日本代表の主力になるまで育て上げた）である。
2007年の日本選手権を最後に東芝の監督を勇退。同年、U-23日本代表監督に就任した。
2011年12月26日、エディー・ジョーンズ日本代表ヘッドコーチの下で、日本代表アシスタントコーチに就任。
2013年2月23日、日本代表アシスタントコーチを退任し、日本ラグビー協会に新設されたラグビーワールドカップ2019日本代表戦略室長に就任。
2015年4月29日、東芝の総監督に就任。
ラグビーワールドカップ2015 (NHK BS1)では、1次リーグ南アフリカ共和国代表 対 日本代表戦 (RSAvJPN/“ブライトンの奇跡”) をはじめ現地で5試合解説を務める。
2020年度からは東芝のGMに就任。